# بکفتین
بکفتین (به عربی: بکفتین) یک منطقهٔ مسکونی در لبنان است که در شهرستان کوره واقع شده‌است.